# Bourth
Bourth là một xã trong vùng hành chính Normandie, thuộc tỉnh Eure, quận Évreux, tổng Verneuil-sur-Avre. Tọa độ địa lý của xã là 48° 46' vĩ độ bắc, 00° 48' kinh độ đông. Bourth nằm trên độ cao trung bình là 195 mét trên mực nước biển, có điểm thấp nhất là 173 mét và điểm cao nhất là 217 mét. Xã có diện tích 18,63 km², dân số vào thời điểm 1999 là 1124 người; mật độ dân số là 60 người/km².

## Thông tin nhân khẩu
| 1962  | 1968  | 1975  | 1982  | 1990  | 1999  |
| ----- | ----- | ----- | ----- | ----- | ----- |
| 1.056 | 1.070 | 1.074 | 1.013 | 1.064 | 1.124 |

## Các thành phố kết nghĩa
- Kronstorf, Áo,